# Пескосансонеско
Пескосансонѐско (на италиански: Pescosansonesco, на местен диалект lu Pièsc'hië, лу Пиешкиъ) е село и община в Южна Италия, провинция Пескара, регион Абруцо. Разположено е на 610 m надморска височина. Населението на общината е 527 души (към 2010 г.).